# 음란서생
"음란서생"(淫亂書生)은 2006년에 개봉한 김대우 감독의 코미디 영화이다.

## 캐스팅
- 한석규 : 윤서 역
- 이범수 : 의금부 도사 광헌 역
- 김민정 : 정빈 역
- 오달수 : 황가 역
- 김뢰하 : 조 내시 역
- 안내상 : 왕 역
- 김기현 : 필사장이 역
- 우현 : 모사장이 역
- 김병옥 : 좌의정 역
- 전수환 : 상급자 역
- 윤상화 : 시술태감 역
- 연보라 : 상궁 역
- 정인기 : 동료 역
- 진경 : 윤서 처 / 댓글마님 3 역
- 최종률 : 노인 1 역
- 권오진 : 노인 2 역
- 금동현 : 노인 3 역
- 최무성 : 업자 1 역
- 라미란 : 부인 1 / 댓글마님 1 역
- 강현중 : 검은 복면 1 역
- 백광두 : 건달 2 역
- 박혁권 : 오나장 역
- 최낙희 : 죄수 역
- 하상원 : 관리 1 역
- 장남열 : 관리 2 역
- 유지혜 : 기생 2 역
- 이하은 : 기생 4 역
- 구본임 : 광헌 처 역
- 김강일 : 어용화사 역
- 조석현 : 지나가던 남자 역
- 이맑음 : 안방 몸종 역
- 김준 : 내시 7 역
- 심산 : 업자 2 역
- 임형택 : 의원 역
- 이순재 : 윤서 부 역 (특별출연)
- 오태경 : 정서 역 (특별출연)

## 수상
- 2006년 제5회 대한민국 영화대상
  - 미술상 - 조근현
- 2006년 제27회 청룡영화상
  - 미술상 - 조근현
- 2006년 제42회 백상예술대상
  - 영화 신인감독상 - 김대우
- 2006년 제43회 대종상
  - 의상상 - 정경희
- 2006년 제26회 한국영화평론가협회상
  - 각본상 - 김대우
  - 신인감독상 - 김대우
  - 미술상 - 조근현